# 天府五街駅
天府五街駅（てんふごがいえき、中文表記: 天府五街站、英文表記: 5th Tianfu Street station）は、中華人民共和国四川省成都市武侯区(高新区)天府大道中段にある成都軌道交通1号線の駅。駅番号は0120で、2015年7月25日に開業。天府五街道に隣接していることから名付けられ、建設中の仮駅名は錦江駅(錦江站)であった。

## 駅構造
駅は南北に配置され、地下2階建て構造で幅10.5 mの島式ホーム1面2線を有する。駅舎は全長212.2 m、標準区間は幅19.2 mで、出入り口4カ所、吹き抜け2カ所を設ける。
| 地上     |                              | 出入口                           |  |
| 地下一階 |                              | 自動券売機、自動改札口、構内商店 |  |
| 地下二階 |                              | 天府三街、韋家碾方面             |  |
| 地下二階 | 島式ホーム，左側のドアが開く |                                  |  |
| 地下二階 | 華府大道、科学城方面         |                                  |  |

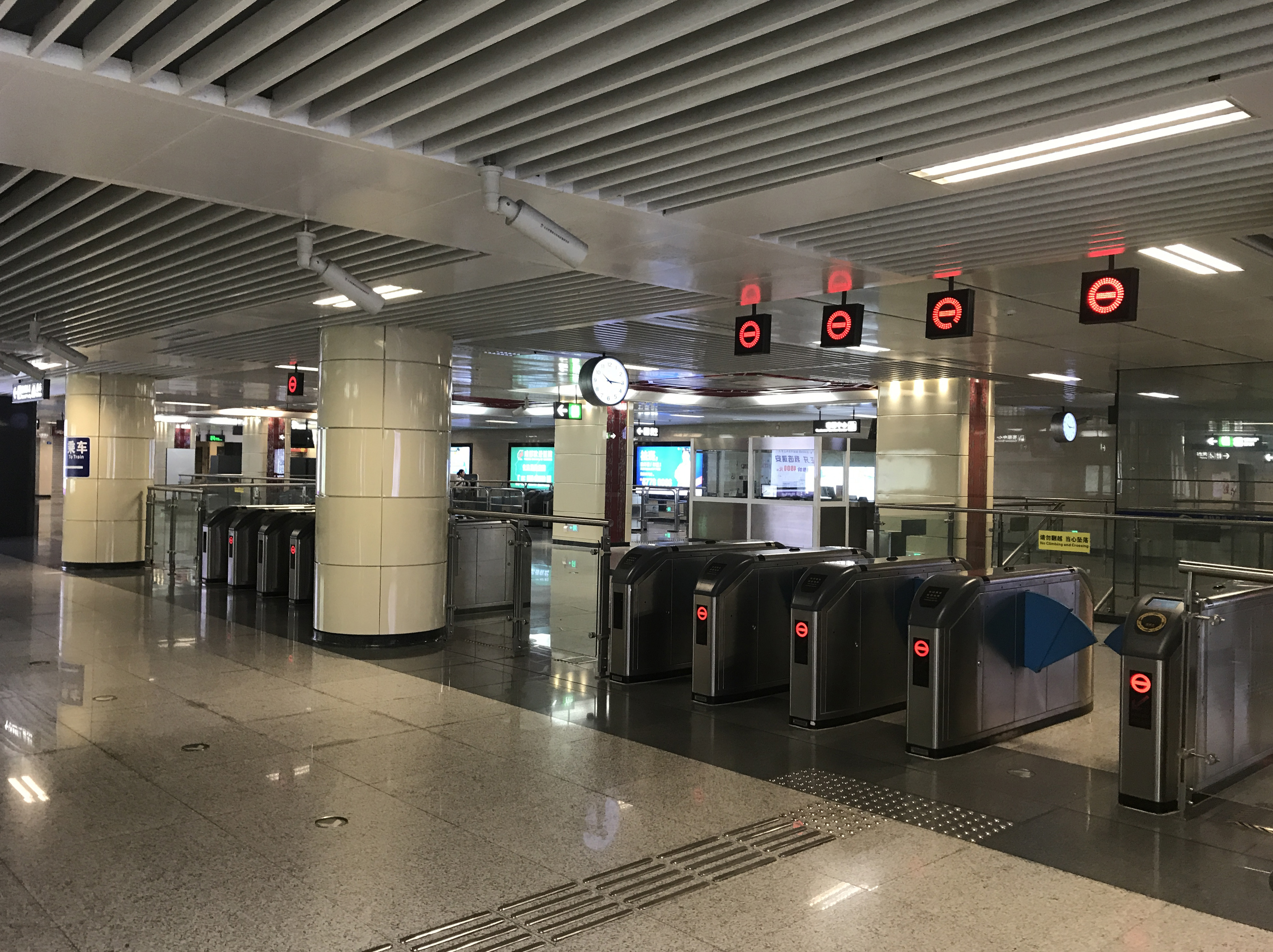
改札口
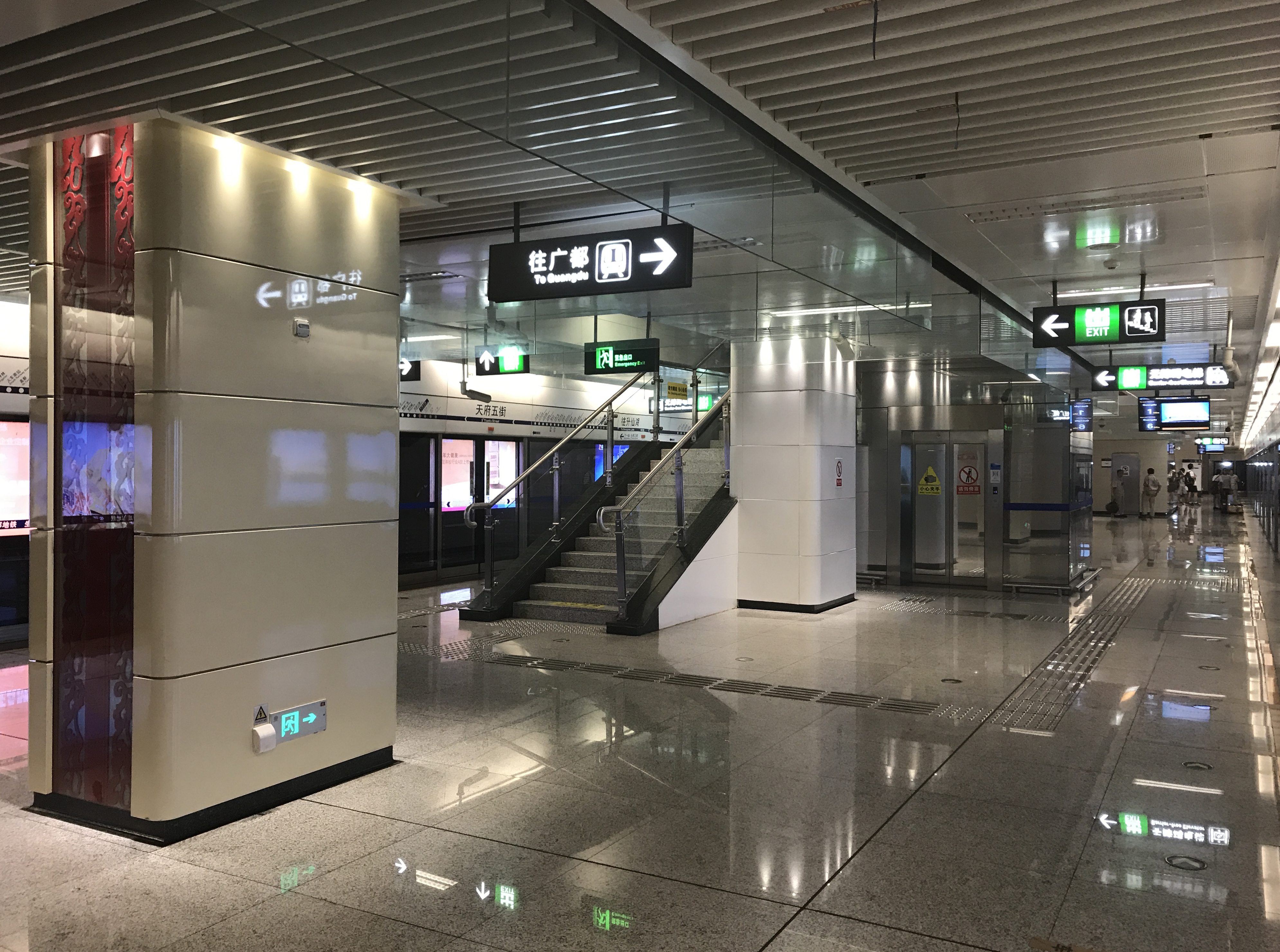
ホーム

## 内装とパブリックアート
デザインテーマ蜀錦の要素を取り入れ、都市の記憶を呼び覚ます。
プラットホームは一本柱の二重構造で、柱面や天井に蜀錦の要素を取り入れ、富貴の縁起を象徴する模様を選ぶことで、都市の記憶を呼び覚ますだけでなく、幸せな縁起の良い祈りでもある。天府五街駅は十分に錦江の歴史文化を溶け込ませ、成都という唐代の都市独特の悠久な成都の特色を示し、十分に文人の詩句や地域の特色を組み合わせている。

## 出入口情報
天府五街駅は現在、4カ所の出入り口がある。
|              |      |              |                              |
| 出口番号     | 施設 | 場所         | 周辺                         |
|              |      | 天府大道中段 | 天府軟件園E区                |
| 出口 · B     |      | 天府五街     | 天府軟件園E区                |
| 出口 · C · 1 |      | 天府大道中段 | 中国-欧州センター            |
| 出口 · C · 2 |      | 天府大道中段 | 天府軟件園C区、天府軟件園D区 |
| 注:          |      |              |                              |

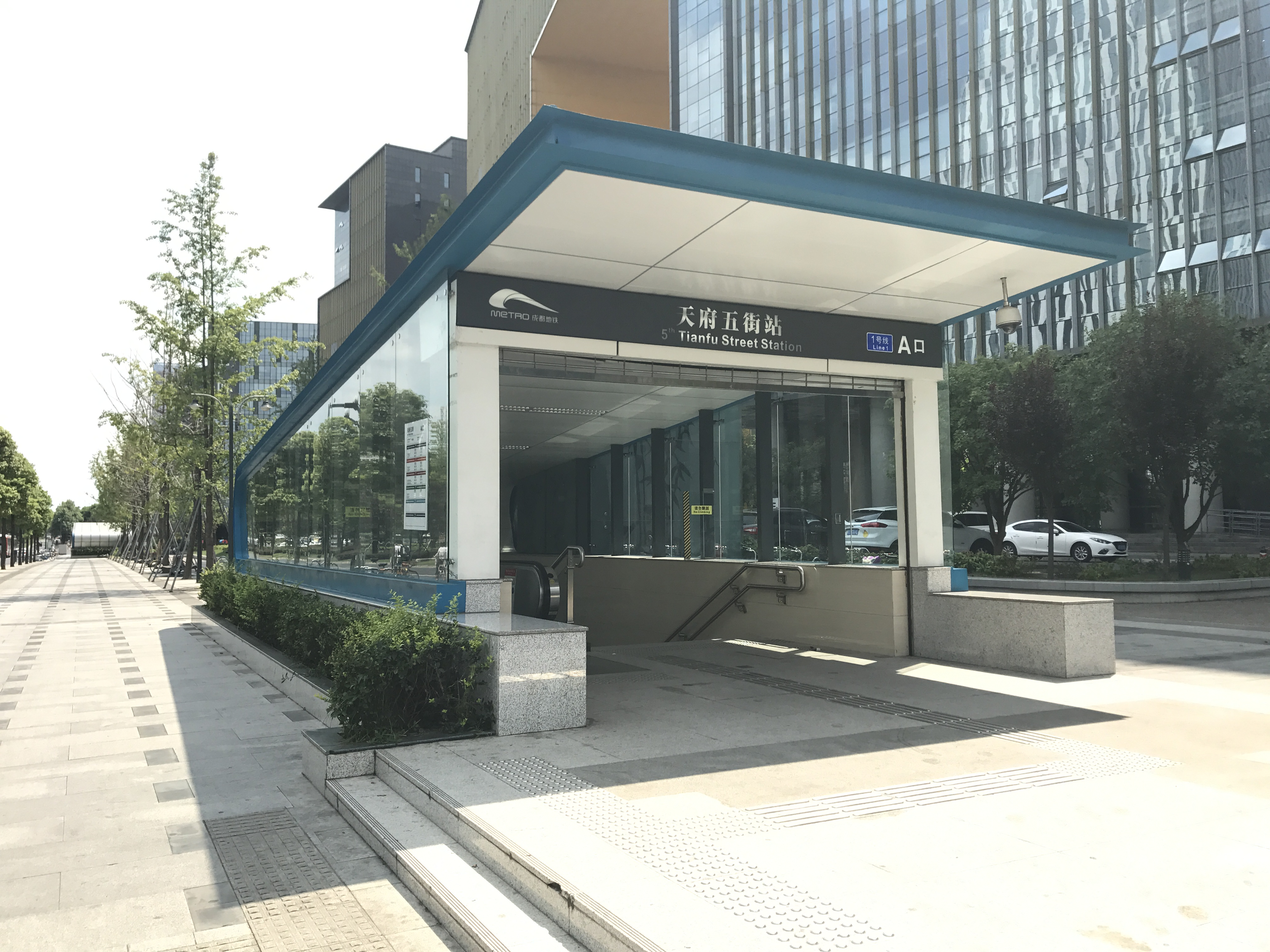
A 出入り口
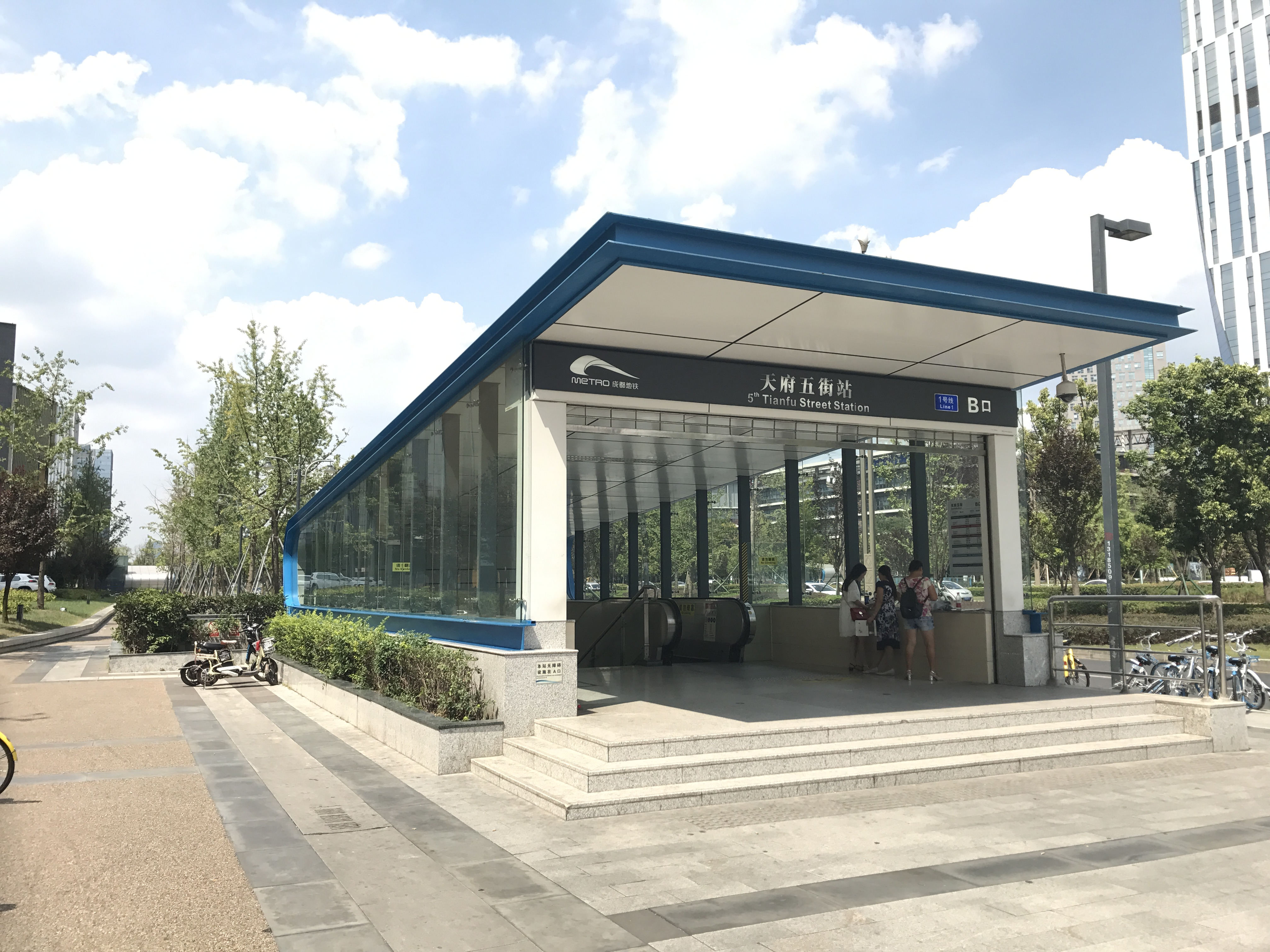
B 出入り口
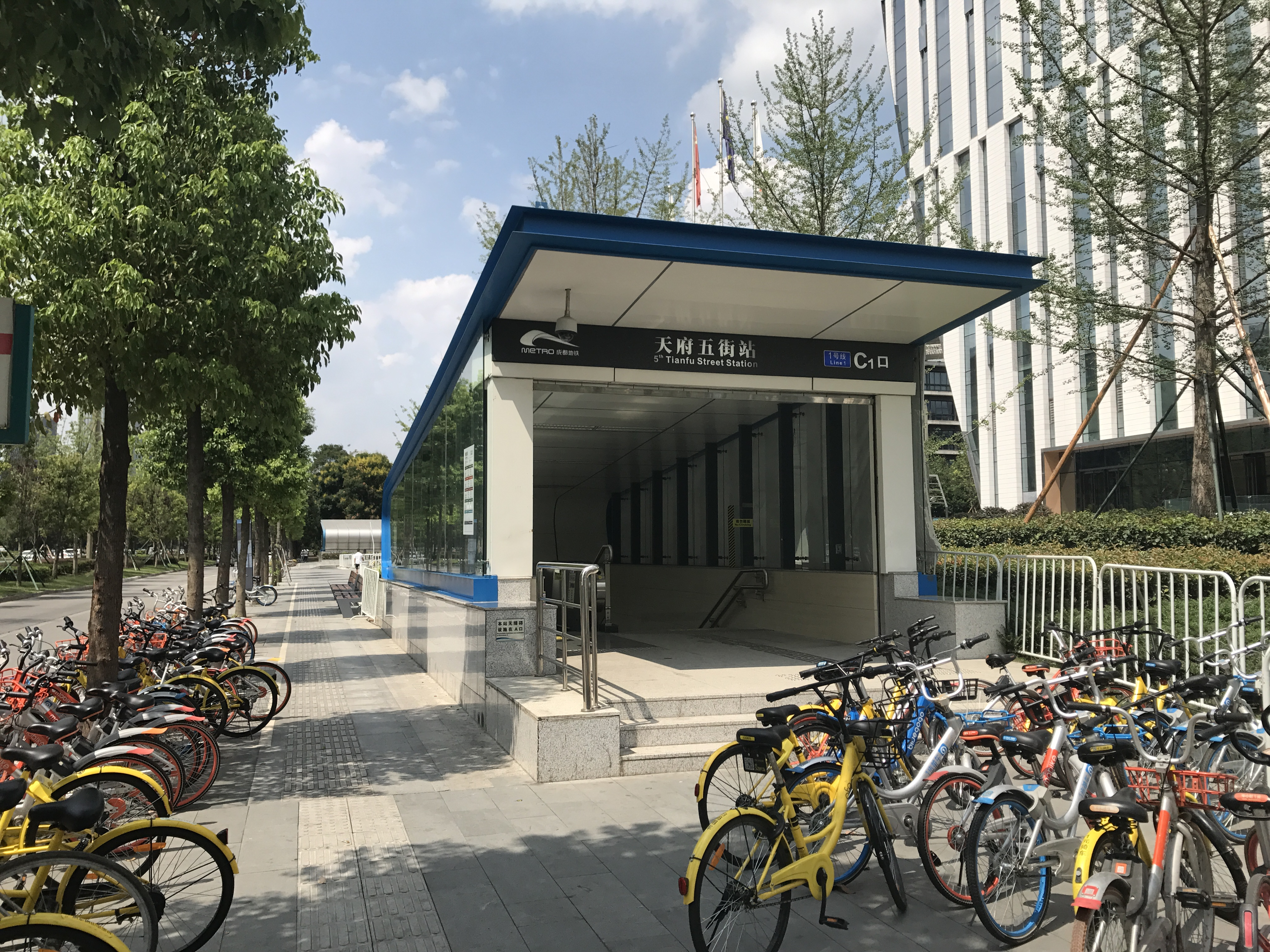
C 1出入り口
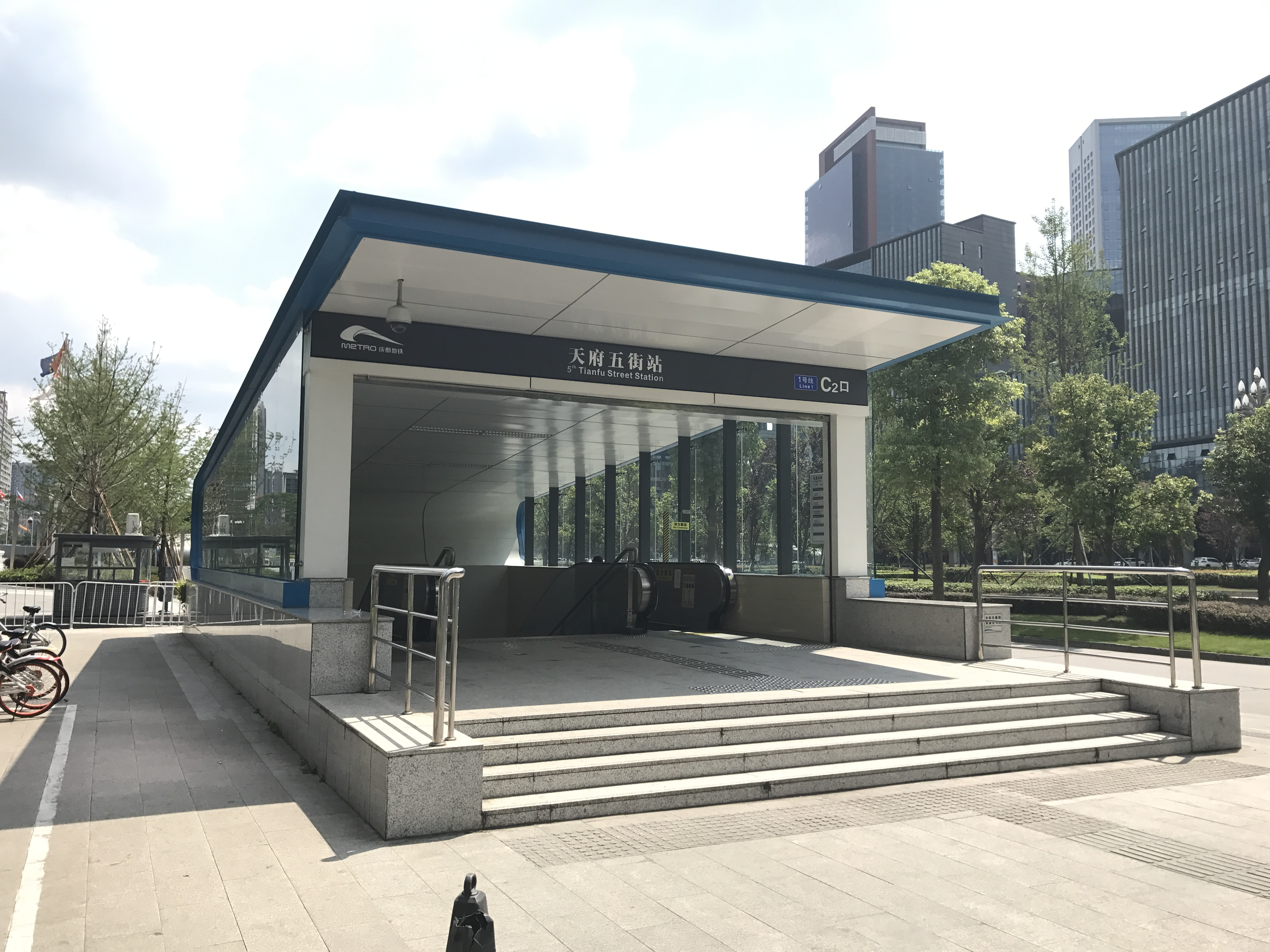
C 2出入り口

## 歴史
- 2013年8月13日：本体構造がカバー。
- 2013年12月1日：天府五街駅から華府大道駅までの左線区間が貫通。[5]
- 2015年7月25日：正式開業。

## 隣の駅
■1号線
天府三街駅0119 - 天府五街駅0120 - 華府大道駅0121